# Forêts sacrées du Grassfield (Bamiléké)
Les forêts sacrées ou forêts royales ou bois sacrés sont des forêts jouxtant plusieurs dizaines de chefferies, situées dans leur grande majorité sur les terres du pays Bamiléké à l'Ouest Cameroun.

## Histoire
L’histoire des Bamiléké et les grands événements expliquent les dynamiques de mise en place des sanctuaires boisés. Les palais royaux des Grassfields sont toujours associés à un ou plusieurs espaces boisés plus ou moins grands.
Cet espace abrite les institutions indispensables au fonctionnement du royaume. 
- les cases de réunion des conseils et sociétés secrètes gouvernant le royaume
- le cimetière royal
- parfois le siège du tribunal royal
- divers autels dédiés aux divinités tutélaires du territoire ou aux ancêtres royaux

## Description
Il s'agit d'espaces boisés, accueillant également des sépultures, des lieux rituels, des lieux d'initiation et de culte traditionnels.
Elles juxtaposent des fois des plus grandes forêts, souvent le long des cours d'eau et dans les vallées. 
Représentant une grande partie des forêts subsistantes dans cette région du fait d'une rapide déforestation causée principalement par l'expansion des cultures agricoles au XIXe et XXe siècle. Elles ont fait l'objet d'études de quelques instituts et de scientifiques. Peu  de médias s'y intéressent. 
Elle est aussi utilisée comme point d'eau. 
Leur taille est très variable; allant de quelques arbres à ces centaines d'hectares. 
Ils sont les reliques d'un couvert végétal plus important dans le passé. 

## Conservation
Du fait de l'interdiction d'en couper les arbres et de l'abri naturel offert pour les pratiques qui s'y déroulent, il s'agit d'un modèle socio-culturel ancien de conservation de la nature.
Ces forêts sont en partie menacées par l'extension des surfaces agricoles, l'utilisation du bois de chauffage et l'expansion d'espèces invasives comme l'eucalyptus. Aucune initiative institutionnelle n'est prise pour leur conservation.